# Hérodote (cratère)
Pour les articles homonymes, voir Hérodote (homonymie).
Hérodote est un cratère d'impact sur la face visible de la Lune.
Le nom est une référence à l'historien et géographe grec Hérodote.